# Tantilla oolitica
Espèce
Statut de conservation UICN

 EN B1ab(ii,iii,iv,v) : En danger
Tantilla oolitica  est une espèce de serpents de la famille des Colubridae.

## Répartition
Cette espèce est endémique du Sud de la Floride aux États-Unis.

## Description
L'holotype de Tantilla oolitica, un mâle adulte, mesure 214,5 mm dont 48 mm pour la queue.

## Étymologie
Son nom d'espèce, oolitica, lui a été donné en référence à son biotope principal, l'oolithe de Miami.

## Publication originale
- Telford, 1966 : Variation among the southeastern crowned snakes, genus Tantilla. Bulletin of the Florida State Museum, Biological Sciences, vol. 10, n. 7, p. 261-304 (texte intégral).